# Appenrode (Gleichen)

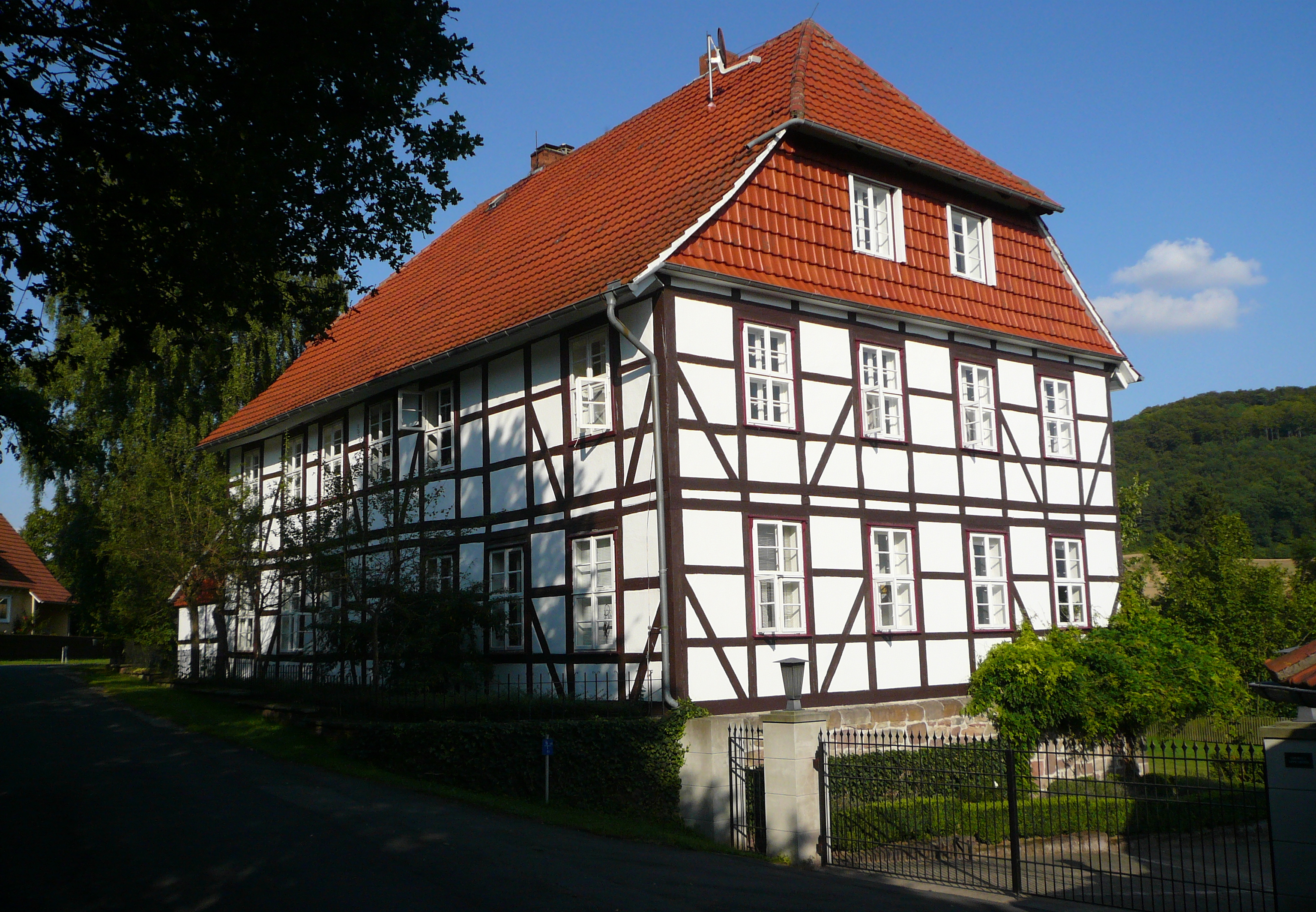
Das frühere Herrenhaus des Gutes Apperode

Appenrode ist ein zum Ortsteil Bremke der Gemeinde Gleichen im niedersächsischen Landkreis Göttingen gehörendes früheres Rittergut.

## Geografische Lage
Appenrode liegt etwa zehn Kilometer südöstlich von Göttingen und einen Kilometer nördlich von Bremke unweit der niedersächsisch-thüringischen Landesgrenze. Südlich des Bergpaares Die Gleichen (432 m ü. NHN) mit der früheren Burg Alte Gleichen gelegen, hat der Weiler seinen Ursprung in einem Wirtschaftshof der Burg. Er liegt oberhalb von Bremke auf etwa 272 bis 290 m Höhe.

## Geschichte
Die heutige Siedlung entstand als Rittergut, nachdem die Herren von Uslar (heute: Uslar-Gleichen, nicht zu verwechseln mit dem Goslarer Adelsgeschlecht Uslar) die Doppelburg Gleichen aufgegeben hatten und sich Wohnsitze im Umkreis schufen. Mit dem nahen Ort Bremke gehörte Appenrode bis ins 19. Jahrhundert zum Gericht Altengleichen. Die Ländereien im Umkreis der Burgberge, um Appenrode und Sennickerode, sind teils noch heute im Besitz der Adelsfamilie Uslar-Gleichen.
Der Großgrundbesitz schied sich in Obergut und Untergut Appenrode. Das Untergut hatte gegen Ende des 18. Jahrhunderts der Dichter Gottfried August Bürger einige Jahre gepachtet; es verbindet sich eng mit seiner Lebensgeschichte, ist aber im Moment im Verfall begriffen. Das Obergut wurde in den 1980er-Jahren  vom Chefredakteur einer Hamburger Kunstzeitschrift saniert.